# Герб Берестейської області
Герб Берестейської області — символ, офіційна емблема області, затверджений указом Президента Білорусі №446[недоступне посилання з липня 2019] від 14 вересня 2004 року.

## Опис
Герб Берестейської області має форму барочного щита, нижня частина якого виконана у червоному кольорі і завершується формою оборонної споруди, що символізує хоробрість, мужність, неустрашимая народів, що проживають на території Берестейщини. У центрі червоного поля щита розміщено золотого зубра, як символ сили і величі Берестейского краю. Верхня частина щита — блакитного кольору. Щит окантований тонкою золотою смугою — символ багатства, вірності, чистоти, сталості.